# Laopteryx
Laopteryx is een geslacht van uitgestorven pterosauriërs, behorend tot de Pterodactyloidea, dat leefde tijdens het Laat-Jura in het gebied van het huidige Wyoming. De naam wordt beschouwd als een nomen dubium.
De soort werd in 1881 benoemd door professor Othniel Charles Marsh. De geslachtsnaam is afgeleid van het Klassiek Griekse laas, 'steen' en pteryx, 'vleugel'. De soortaanduiding betekent 'van eerbiedwaardige ouderdom' in het Latijn. Marsh gebruikte is per abuis de onzijdige verbuiging priscum; dit is al in de negentiende eeuw fout geëmendeerd tot priscus, een vorm die men nog vaak in de literatuur ziet, en in 1971 door Pierce Brodkorb correct tot prisca.
Het fossiel, holotype YPM 1800, bestaat uit de achterkant van een schedel en een losse tand, in Quarry 9 bij Como Bluff gevonden in de Morrisonformatie (Kimmeridgien). Marsh dacht dat de resten aan een 'primitieve' vogel toebehoorden, een lid van de Archaeopterygidae en de ruimere Odontornithes, die iets groter was dan een blauwe reiger. Deze vogel zou dus een van de oudste bekende soorten zijn geweest. Al in het begin van de twintigste eeuw werd algemeen aan deze identificatie getwijfeld, maar het fossiel kreeg weinig aandacht.
In 1986 concludeerde John Ostrom dat de schedel gezien de vorm van het achterhoofd vermoedelijk van een pterosauriër was en de tand aan een krokodilachtige toebehoorde. De pterosauriër zou wellicht een lid van de Pterodactyloidea kunnen zijn geweest, maar Ostrom beperkte zich formeel tot een Pterosauria incertae sedis. De resten zijn te slecht voor een verdere identificatie, mede de reden om de naam als een nomen dubium te beschouwen.